# Right Time of the Night
«Right Time of the Night» es el sencillo de la cantante estadounidense Jennifer Warnes publicado en 1976 para su segundo álbum debut después de su contrato con Reprise Records. Fue el primer éxito que tuvo como solista durante los años que pasó trabajando junto a Cohen como acompañante. El sencillo fue lanzado por Arista Records en los Estados Unidos. En enero de 1977 llegó al puesto número 81 en el Billboard 200 y fue escrito por Peter McCann.

## Otras versiones
«Right Time of the Night» también tuvo su versión en 1972 por ABC Records interpretada por el actor John Travolta.
El sencillo también fue lanzado por Reba McEntire para su primer álbum en 1977 y Lynn Anderson.

## Posiciones
- Billboard Hot 100 #6
- BillboardEasy Listening #3
- BillboardCountry Singles #17
- Billboard Adult Contemporary #1[1][2]